# Březina (district de Mladá Boleslav)
Pour les articles homonymes, voir Březina.
Březina (en allemand : Birkicht) est une commune du district de Mladá Boleslav, dans la région de Bohême-Centrale, en République tchèque. Sa population s'élevait à 408 habitants en 2020.

## Géographie
Březina se trouve à 7 km à l'est-sud-est de Mnichovo Hradiště, à 15 km au nord-ouest de Mladá Boleslav et à 42 km au nord-est de Prague. L'étang Žabakor, qui couvre 80,5 ha, se trouve à 4 km à l'est du village.
La commune est limitée par la Jizera et les communes de Loukovec et Loukov au nord, par Žďár et Strenice à l'est, par Boseň au sud et par Mnichovo Hradiště à l'ouest. Elle est traversée par la voie express R10

## Histoire
La première mention écrite de la localité remonte à 1225.

## Galerie

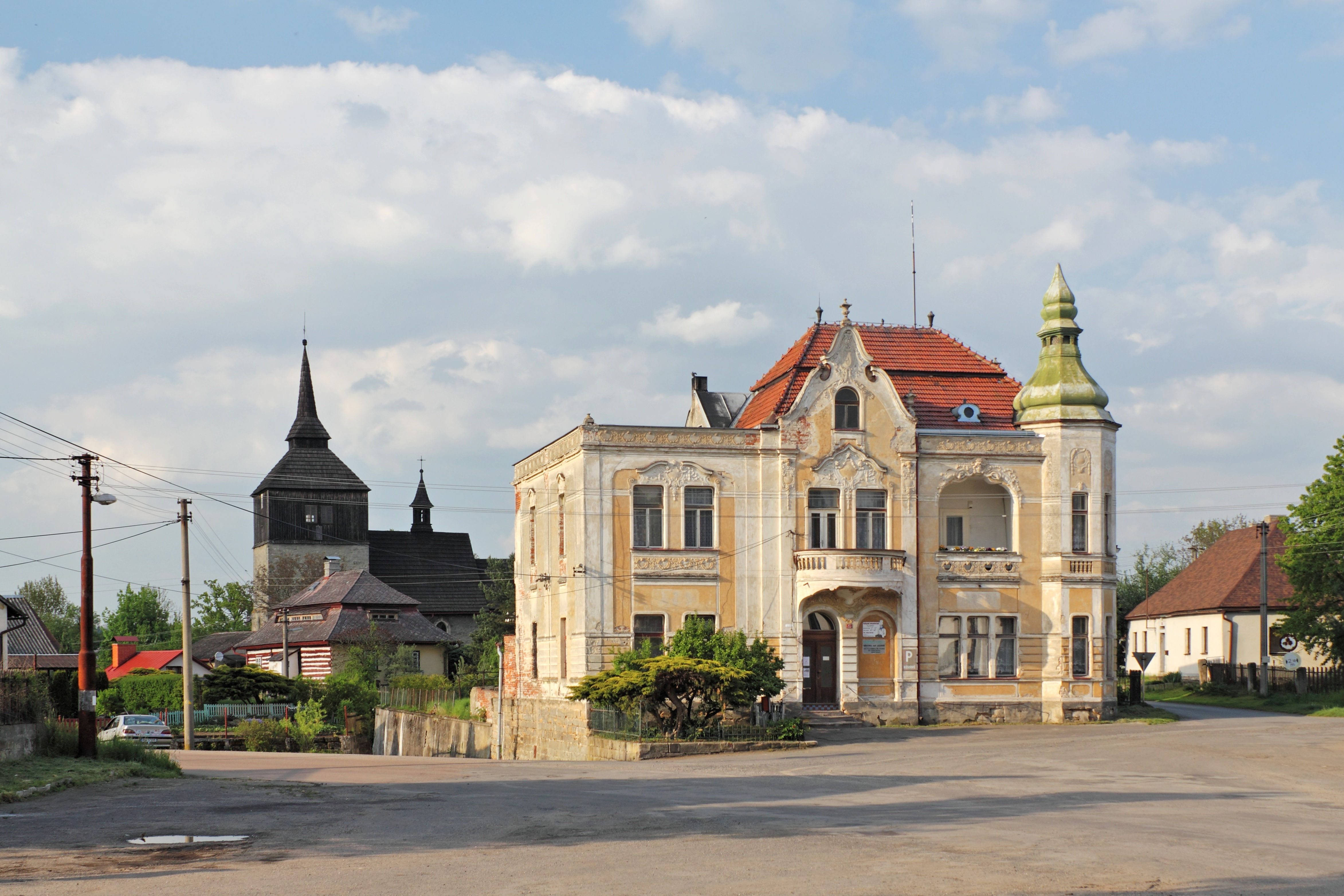
Centre de Brezina, l'église Saint-Laurent.
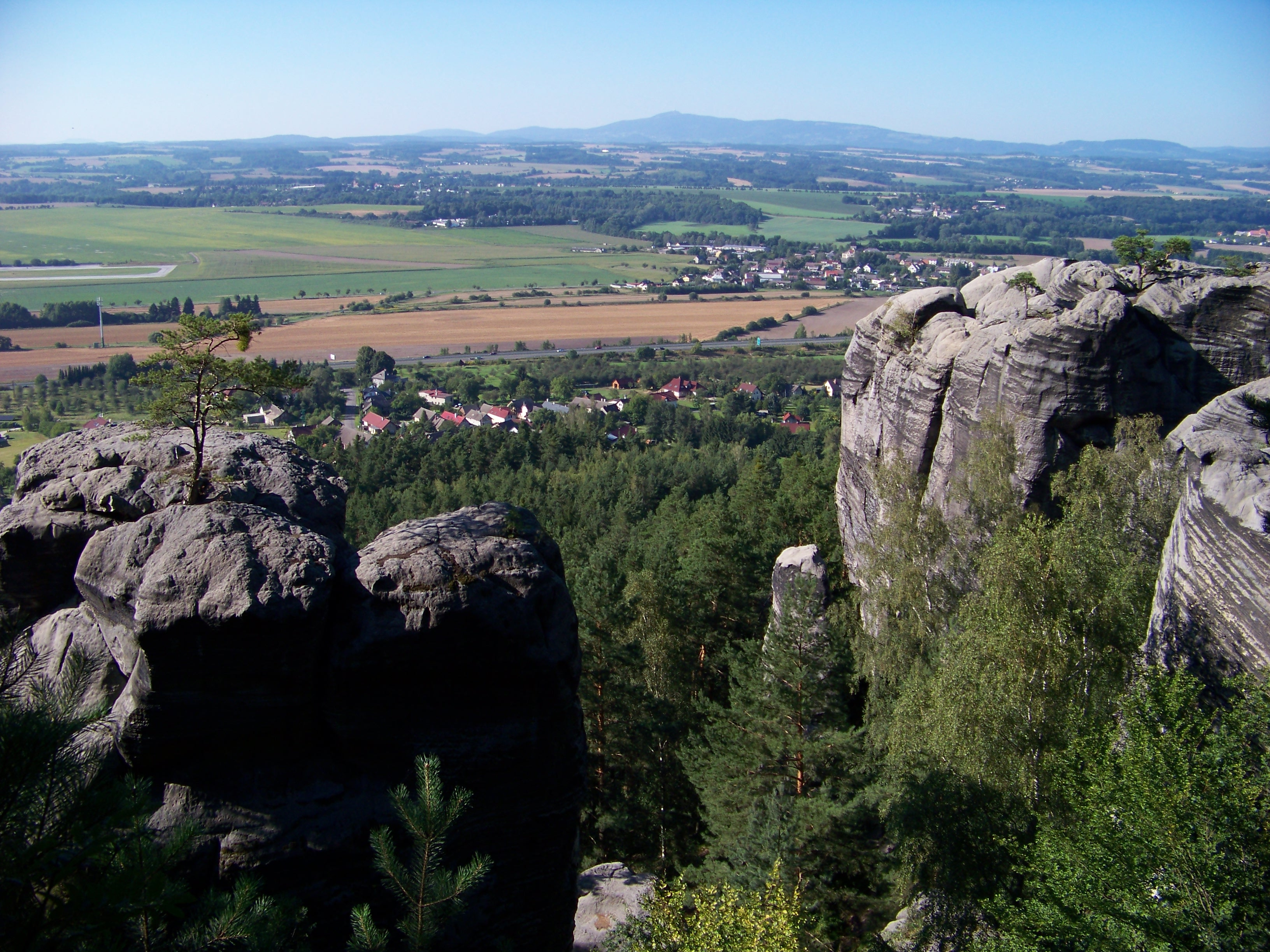
Březina depuis les hauteurs d'Olšina.